# Cathédrale métropolitaine de Cebu
 (mai 2021).
Si vous disposez d'ouvrages ou d'articles de référence ou si vous connaissez des sites web de qualité traitant du thème abordé ici, merci de compléter l'article en donnant les références utiles à sa vérifiabilité et en les liant à la section « Notes et références ».
La cathédrale métropolitaine de Cebu, également appelée cathédrale Saint-Vital et de l'Immaculée Conception, en philippin : Katedral ni San Vidal ng Milan at ng Kalinis-linisang Paglilihi, est le principal lieu de culte catholique de la ville de Cebu, siège de l'archidiocèse de Cebu.